# Новомышастовское сельское поселение
Новомышастовское сельское поселение — муниципальное образование в Красноармейском районе Краснодарского края России. 
В рамках административно-территориального устройства Краснодарского края ему соответствует Новомышастовский сельский округ.
Административный центр — станица Новомышастовская.

## Население
| 2010    | 2012    | 2013    | 2014    | 2015    | 2016    | 2017    |
| ------- | ------- | ------- | ------- | ------- | ------- | ------- |
| 10 532  | ↗10 562 | ↗10 669 | ↗10 772 | ↗10 835 | ↗10 907 | ↗11 072 |
| 2018    | 2019    | 2020    | 2021    | 2023    |         |         |
| ↗11 223 | ↗11 341 | ↘11 326 | ↗11 633 | ↗11 648 |         |         |

## Населённые пункты
В состав сельского поселения (сельского округа) входят 2 населённых пункта:
| № | Населённый пункт | Тип населённого пункта | Население (чел.) |
| - | ---------------- | ---------------------- | ---------------- |
| 1 | Новомышастовская | станица                | ↗11 218          |
| 2 | Прикубанский     | хутор                  | ↘415             |